# LACRIM (album)
Albums de Lacrim
R.I.P.R.O. Volume III
(2017) R.I.P.R.O. Volume IV
(2020)
LACRIM est le troisième album studio du rappeur français Lacrim, sorti le 8 février 2019.

## Genèse
Près d'un an et demi après R.I.P.R.O. Volume III et près de deux ans après Force & Honneur, Lacrim revient avec cet album et des collaborations avec notamment Snoop Dogg, 6ix9ine, French Montana, Rick Ross, Oxmo Puccino, Soolking, Cheb Mami, ou encore Kayna Samet. En mai 2019, soit trois mois après sa sortie, l'album est certifié disque d'or en atteignant le cap des 50 000 ventes.

## Liste des titres
| 1.  | RS6                                |  |
| 2.  | Bloody (feat. 6ix9ine)             |  |
| 3.  | Patrizia                           |  |
| 4.  | Pardon Maman                       |  |
| 5.  | Granada                            |  |
| 6.  | Maladie (feat. Soolking)           |  |
| 7.  | Puerto Rico (feat. French Montana) |  |
| 8.  | Miami                              |  |
| 9.  | Éprouvé (feat. Kayna Samet)        |  |
| 10. | Adjida                             |  |

| 1.  | Jon Snow                              |  |
| 2.  | Julivs                                |  |
| 3.  | Solo                                  |  |
| 4.  | West Coast (feat. Snoop Dogg)         |  |
| 5.  | Never Personal (feat. Rick Ross)      |  |
| 6.  | Trabaja                               |  |
| 7.  | Fugazi (feat. M Huncho & 3robi)       |  |
| 8.  | 26 décembre 1999 (feat. Oxmo Puccino) |  |
| 9.  | Kounti (feat. Cheb Mami)              |  |
| 10. | Tootsie's                             |  |

## Titres certifiés en France

### CD1
- Maladie (feat. Soolking) :   Or[3]

### CD2
- Jon Snow :  Or[4]
- Solo :  Or[5]

## Clips vidéo
- Jon Snow : 21 décembre 2018
- Solo : 4 janvier 2019
- Bloody (feat. 6ix9ine) : 7 février 2019
- Never personal (feat. Rick Ross) : 1er avril 2019

## Ventes et certifications
| Région | Certification | Ventes/Streams |
| ------ | ------------- | -------------- |
| France | Platine       | 100 000        |